# Linia kolejowa dużych prędkości Napoli – Salerno
Szybka kolej Neapol-Salerno (znana również jako Linia pod Wezuwiuszem) – włoska linia kolei dużych prędkości, otwarta w czerwcu 2008 roku. Ma 29 kilometrów długości i jest jedną z nowych linii dużych prędkości zbudowaną w celu wzmocnienia systemu transportu szynowego we Włoszech, w szczególności przewozów towarów i pasażerów w Kampanii. Linia znajduje się w I korytarzu transeuropejskim kolei dużych prędkości, łączący Berlin i Palermo.